# John Stuart
John Stuart, 3. hrabě z Bute (25. květen 1713 – 10. březen 1792), také označovaný jako lord Mount Stuart, byl skotský šlechtic, který krátkou dobu zastával funkci britského premiéra v době panování Jiřího III. Byl prvním předsedou vlády pocházejícím ze Skotska.

## Politická kariéra
Stuart zdědil po smrti svého otce, Jamese Stuarta, 2. hraběte z Bute, jeho hraběcí titul. V letech 1720 až 1728 studoval na Eton College a v období 1728 až 1732 na Leidenské univerzitě v Nizozemsku, kde absolvoval v oboru občanského a veřejného práva. 24. srpna 1736 se oženil s Mary Wortley Monatguovou, která dostala jako věno panství její rodiny.
Vlivem svého strýce byl Stuart zvolen roku 1737 jako skotský člen Sněmovny lordů. V parlamentu nevyvíjel zvláštní aktivitu a tak roku 1741 nebyl pro další období zvolen. Několik dalších let strávil řízením svých panství ve Skotsku.
V období vzpoury jakobitů roku 1745 se Stuart přestěhoval do Londýna a o dva roky později se zde setkal s princem Frederikem, nejstarším synem Jiřího II. a stal se jeho blízkým spojencem. Po Frederikově smrti se stal hlavním učitelem jeho syna Jiřího a přítelem jeho vdovy Augusty.

## Premiér
Vlivem blízkého vztahu s Jiřím III. po jeho nástupu na trůn roku 1760 Stuartův vliv v politice zesílil. Roku 1760 byl znovu zvolen jako zástupce Skotska v parlamentu a de facto byl jmenován premiérem, čímž ukončil dominanci Whigů na britské politické scéně i sedmiletou válku. Jiří ho ale začal přehlížet a odklonil se od něho po veřejné kritice svého projevu, jejímž autorem byl Stuart. Stuart z funkce premiéra odstoupil krátce nato, i když pozici zástupce Skotska v horní komoře parlamentu si podržel až do roku 1780.

## Pozdní období
Zbytek svého života strávil na svém panství v Hampshire, kde trávil čas studiem botaniky a stal se podporovatelem literatury a umění. Finančně podporoval i skotské univerzity. Vrcholem jeho botanického studia je kniha Botanické tabulky britských rostlin publikovaná roku 1785. Zemřel 10. března 1792 ve svém domě na Grosvenor Square v Londýně a byl pohřben na ostrově Bute.